# Europejski Ranking Innowacyjności
Europejski Ranking Innowacyjności (ang. The European Innovation Scoreboard) – ranking mierzący i porównujący poziom innowacyjności w państwach członkowskich Unii Europejskiej
EIS jest rankingiem zaprojektowanym przez Komisję Europejską i Uniwersytet w Maastricht w celu realizacji Strategii Lizbońskiej. Poza krajami UE obejmuje też Chorwację, Turcję, Islandię, Norwegię, Szwajcarię oraz odniesienia do Stanów Zjednoczonych i Japonii.
EIS analizuje wyniki poszczególnych krajów używając w tym celu 26 wskaźników pogrupowanych w pięciu kategoriach.
Wskaźniki te dotyczą takich zagadnień jak zasoby ludzkie dla nauki i techniki, edukacja, patenty, nakłady na działalność innowacyjną i efekty tej działalności mierzone wartością sprzedaży wyrobów nowych i zmodernizowanych, współpraca w zakresie działalności innowacyjnej, nakłady inwestycyjne na technologie informacyjne i telekomunikacyjne, dostęp do Internetu itp.
Miernikami są osiągnięcia innowacyjne danych krajów, zbierane na podstawie różnorodnych źródeł, przede wszystkim międzynarodowego programu badań statystycznych innowacji (Community Innovation Survey), Eurostatu oraz OECD. Wyniki są prezentowane w raporcie EIS wydawanym każdego roku przez Komisją Europejską.